# Antonija Mišura
Antonija Mišura, po mężu Sandrić (ur. 19 maja 1988 w Szybeniku) – chorwacka koszykarka, reprezentantka kraju, uczestniczka Igrzysk Olimpijskich w Londynie, obecnie zawodniczka Lulea basket.
Profesjonalna zawodniczka od 2005. Rok później na mistrzostwach Europy kobiet U-18 w koszykówce zdobyła brązowy medal.
Od sierpnia 2015 żona koszykarza Marka Sandrića.
16 sierpnia 2017 została zawodniczką CCC Polkowice.

## Osiągnięcia

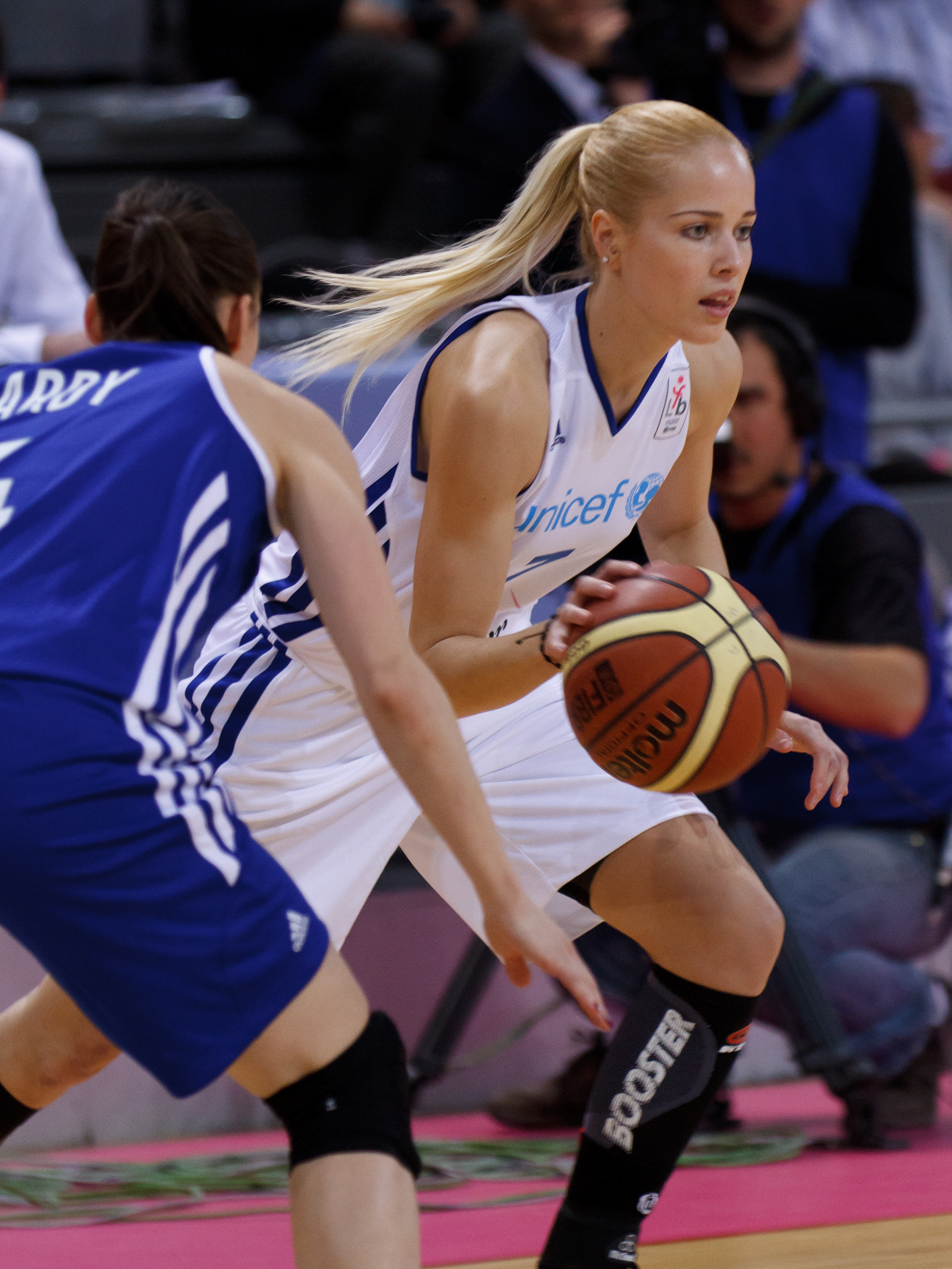
Sandrić w 2014 roku.

Stan na 1 maja 2018, na podstawie, o ile nie zaznaczono inaczej.
Drużynowe
- Mistrzyni:
  - Ligi Adriatyckiej (2008, 2009, 2011)
  - Polski (2018)[8]
  - Chorwacji (2008)
- Wicemistrzyni:
  - Ligi Adriatyckiej (2010)
  - Chorwacji (2009–2012)
- Zdobywczyni pucharu Chorwacji (2008)
- Finalistka pucharu Chorwacji (2010, 2011, 2013)

Indywidualne
(* – nagrody przyznane przez portal eurobasket.com)
- Najlepsza skrzydłowa ligi chorwackiej (2010)*
- Zaliczona do:
  - I składu:
    - ligi chorwackiej (2010, 2013)*
    - najlepszych zawodniczek krajowych ligi chorwackiej (2010, 2013)*

  - II składu ligi chorwackiej (2011, 2012)*

Reprezentacja
- Brązowa medalistka:
  - igrzysk śródziemnomorskich (2009)
  - mistrzostw Europy U–18 dywizji B (2006)
- Uczestniczka:
  - igrzysk olimpijskich (2012 – 10. miejsce)
  - mistrzostw Europy (2011 – 5. miejsce, 2013 – 11. miejsce)
  - kwalifikacji do:
    - Eurobasketu (2009, 2011, 2015, 2017)
    - igrzysk olimpijskich (2012)

  - mistrzostw Europy U–18 (2005 – 15. miejsce)